# Белфорт і Люпен
Belfort & Lupin (укр. Белфорт і Люпен) — французький анімаційний телесеріал, створений Тедді Дж. Стелі та режисер Філіп Відаль. У серіалі розповідається про пригоди Белфорта, вишуканий спанієль, і Люпен, безстрашний вовк, які утворюють малоймовірний дует у Версальський палац за правління Людовик XIV. Прем'єра серіалу відбулася на 7 лютого 2025 року на Okoo та 10 лютого 2025 року на France 4.

## Синопсис
Дія серіалу розгортається в 17 столітті в Версаль палац. Він зосереджений на Белфорті, розумний і елегантний спанієль, якому подобається Король-Сонце (Людовик XIV), і Люпен, дикий, але щедрий вовк, живе в садах замку. Разом, вони розгадують таємниці, пов'язані з іншими тваринами королівського маєтку, переходячи між придворними інтригами та жартівливими пригодами.
Кожен епізод пропонує окремий сюжет, а також розвиває загальну структуру оповіді навколо стосунків між героями та таємниць, прихованих у садах Версаля.

## Актори та персонажі
- Александр Нгуєн — Белфорт, лояльний бретонський спанієль. Йому часто доручають розслідування дивних подій у замку.
- Хьюго Брансвік — Люпен, хоробрий сірий вовк. Він мешкає в садах Версаля і допомагає Белфорту розгадувати таємниці, залишаючись при цьому непомітним до людей.
- Барбара Тіссьє — Аріана, елегантний і таємничий сіамський кіт, який допомагає Белфорту та Люпену в їхніх розслідуваннях.
- Ґійом Божоле — Людовик XIV, монарх, який правив у Версалі
- Еммануель Раузенбергер — Бонтемп
- Антуан Шумський — Базир
- Наталі Хомс — Діана
- Магалі Розенцвейг — Мадам Роза

## Виробництво
Виробництвом серіалу займаються за Ellipse Animation і Belvision Studios у співпраці з France Télévisions. Розробка серіалу почалася як на початку 2019 року.[джерело?]

## Епізоди
| № серії | Назва серії                                              | Сценарист(и)                     | Розкадровка       | Дата показу у Франції                          | Дата показу в Україні | Код серії [джерело?] |
| ------- | -------------------------------------------------------- | -------------------------------- | ----------------- | ---------------------------------------------- | --------------------- | -------------------- |
| 1       | «Будинок перук» (фр. La maison perruque)                 | Тедді Дж. Стелі                  | Тереза Гуарнідо   | 7 лютого 2025 (Okoo) 10 лютого 2025 (France 4) | TBA                   | 108                  |
| 2       | «Злочин Аріани» (фр. Le crime d'Ariane)                  | Кирило Дейдьєр, Батист Гросфіллі | Хосе Луїс Марко   | 7 лютого 2025 (Okoo) 11 лютого 2025 (France 4) | TBA                   | 107                  |
| 3       | «Поломка фонтану» (фр. Panne de fontaine)                | Тедді Дж. Стелі                  | Хосе Луїс Марко   | 7 лютого 2025 (Okoo) 12 лютого 2025 (France 4) | TBA                   | 115                  |
| 4       | «Елітний пес» (фр. Chien d'élite)                        | Кирило Дейдьєр, Батист Гросфіллі | Мігель Де Лалор   | 7 лютого 2025 (Okoo) 13 лютого 2025 (France 4) | TBA                   | 105                  |
| 5       | «Лабіринт» (фр. Le labyrinthe)                           | Кетрін Біллімоф, Енн Дюкруе      | Філіп Відаль      | 7 лютого 2025 (Okoo) 14 лютого 2025 (France 4) | TBA                   | 103                  |
| 6       | «Королівський концерт» (фр. Le récital royal)            | Тедді Дж. Стелі                  | Софі Мулен        | 7 лютого 2025 (Okoo) 17 лютого 2025 (France 4) | TBA                   | 126                  |
| 7       | «СОС Лебеді в біді» (фр. SOS Cygnes en détresse)         | Фаб'єн Гамбрель                  | Тереза Гуарнідо   | 7 лютого 2025 (Okoo) 18 лютого 2025 (France 4) | TBA                   | 113                  |
| 8       | «Королівський горошок» (фр. Les petits pois du roi)      | Кетрін Біллімоф, Енн Дюкруе      | Софі Мулен        | 7 лютого 2025 (Okoo) 19 лютого 2025 (France 4) | TBA                   | 119                  |
| 9       | «Сімейний портрет» (фр. Tableau de Famille)              | Кетрін Біллімоф, Енн Дюкруе      | Філіп Відаль      | 7 лютого 2025 (Okoo) 20 лютого 2025 (France 4) | TBA                   | 102                  |
| 10      | «Версальський сади» (фр. Les jardins de Versailles)      | Кетрін Біллімоф, Енн Дюкруе      | Джульєтта Реболло | 7 лютого 2025 (Okoo) 21 лютого 2025 (France 4) | TBA                   | 109                  |
| 11      | «Дезорієнтований» (фр. Déboussolé)                       | Кирило Дейдьєр, Батист Гросфіллі | Мелані Лопес      | 7 лютого 2025 (Okoo) 24 лютого 2025 (France 4) | TBA                   | 111                  |
| 12      | «Тік-так, Люпен!» (фр. Tic tac pour Lupin)               | Кирило Дейдьєр, Батист Гросфіллі | Франсуа Дюфур     | 7 лютого 2025 (Okoo) 25 лютого 2025 (France 4) | TBA                   | 118                  |
| 13      | «Основна незгода» (фр. Désaccord majeur)                 | Кетрін Біллімоф, Енн Дюкруе      | Алікс Адам        | 7 лютого 2025 (Okoo) 26 лютого 2025 (France 4) | TBA                   | 125                  |
| 14      | «Неприємності у звіринці» (фр. Du rififi à la ménagerie) | Кетрін Біллімоф, Енн Дюкруе      | Мігель Де Лалор   | TBA (Okoo) 27 лютого 2025 (France 4)           | TBA                   | 112                  |
| 15      | «Королівський головний біль» (фр. Un royal mal de chien) | Тедді Дж. Стелі                  | Франсуа Дюфур     | TBA (Okoo) 28 лютого 2025 (France 4)           | TBA                   | 110                  |
| 16      | «Карусель Буцефала» (фр. Le carrousel de Bucephale)      | Кирило Дейдьєр, Батист Гросфіллі | Філіп Відаль      | TBA (Okoo) 3 березня 2025 (France 4)           | TBA                   | 106                  |
| 17      | «Бабак з крижаної коробки» (фр. La Glacière)             | Тедді Дж. Стелі                  | Філіп Відаль      | TBA (Okoo) 4 березня 2025 (France 4)           | TBA                   | 101                  |
| 18      | «Королівський більярд» (фр. Le Billard Du Roi)           | Кирило Дейдьєр, Батист Гросфіллі | Джульєтта Реболло | TBA (Okoo) 5 березня 2025 (France 4)           | TBA                   | 124                  |